# Astraviets
Astraviets (en biélorusse : Астравец ; en lacinka : Astraviec) ou Ostrovets (en russe : Островец ; en polonais : Ostrowiec) est une ville de la voblast de Hrodna ou oblast de Grodno, en Biélorussie, et le centre administratif du raïon d'Astraviets. Sa population s'élevait à 10 253 habitants en 2017.

## Géographie
Astraviets est située à 21 km au nord d'Achmiany, à 45 km à l'est de Vilnius (Lituanie), à 130 km au nord-ouest de Minsk et à 174 km au nord-est de Hrodna.

## Histoire
La première mention écrite d'Astraviets remonte à l'année 1468. Au XVIe siècle, le village devint la possession des grands-ducs Sigismond le Vieux puis Sigismond II Auguste. Pendant la Guerre russo-polonaise (1654–1667), les envahisseurs moscovites ravagèrent le monastère dominicain d'Astraviets construit au début du XVIIe siècle. En 1795, le troisième partage de la Pologne attribua Astraviets à l'Empire russe. Pendant la Première Guerre mondiale, Astraviets fut occupé par les troupes allemandes en 1915. Le traité de Riga le fit passer sous la souveraineté de la Pologne. En 1939, après la signature du pacte germano-soviétique, le village fut occupé par l'Armée rouge puis annexé, comme toute la Biélorussie occidentale, à l'Union soviétique le 2 octobre 1939. Rattaché à la république socialiste soviétique de Biélorussie, Astraviets devint le centre administratif du raïon d'Astraviets le 15 janvier 1940. Pendant la Seconde Guerre mondiale, il fut occupé par l'Allemagne nazie du 27 août 1941 au 3 juillet 1944. Redevenu soviétique, Astraviets accéda au statut de commune urbaine le 25 avril 1958. Le raïon d'Astraviets, qui avait été supprimé le 9 septembre 1944 et réuni au raïon de Maladetchna, fut rétabli en 1962. En 2007 furent approuvées les nouvelles armoiries de la commune, qui accéda au statut de ville le 27 mars 2012.

## Population
Recensements (*) ou estimations de la population
| 1886 | 1959* | 1970* | 1979* | 1989* | 2009* |
| ---- | ----- | ----- | ----- | ----- | ----- |
| 176  | 4 277 | 3 240 | 4 959 | 7 675 | 8 285 |

| 2012  | 2013  | 2014  | 2015  | 2016  | 2017   |
| ----- | ----- | ----- | ----- | ----- | ------ |
| 8 547 | 8 733 | 8 953 | 9 166 | 9 569 | 10 253 |